# منظومة سكاي جارد
منظومة سكاي جارد أو مدفع الليزر أو منظومة الليزر (بالإنجليزية: Skyguard)‏ هي منظومة دفاع جوي تعتمد على الليزر، صُنِّعت من قبل شركة نورثروب غرومان الأمريكية، لحماية المطارات ومناطق أخرى ضد مجموعة متنوعة من التهديدات العسكرية بما في ذلك الصواريخ الباليستية قصيرة المدى، والصواريخ قصيرة المدى وقصيرة المدى، وقذائف المدفعية، ومدافع الهاون، والمركبات الجوية بدون طيار. وبعثات الرحلات البحرية تكلفة كل لقطة حوالي 1000 دولار والتي تمثل تكلفة المواد الكيميائية الاستهلاكية.